# Tipula helvocincta
Tipula helvocincta är en tvåvingeart som beskrevs av Doane 1901. Tipula helvocincta ingår i släktet Tipula och familjen storharkrankar. Inga underarter finns listade i Catalogue of Life.